# Kobylnica (stacja kolejowa)
Kobylnica – stacja kolejowa w Kobylnicy, w województwie wielkopolskim, w Polsce. Stacja położona jest na linii Poznań-Toruń.

## Ruch pasażerski
| Rok  | Wymiana pasażerska na dobę |
| ---- | -------------------------- |
| 2018 | 700-999                    |
| 2022 | 500-699                    |

Od maja do sierpnia 1945 r. funkcjonował tu punkt przeładunkowy repatriantów z kresów wschodnich podążających na Ziemie Odzyskane (docierał tu szeroki tor).

## Linki zewnętrzne

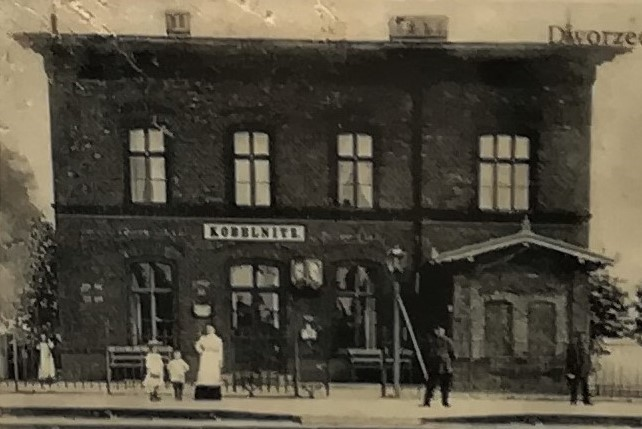
Dworzec około 1910